# Ferruccio Ferro
Ferruccio Ferro (Masera, 14 de marzo de 1952) es un deportista italiano que compitió en ciclismo en la modalidad de pista. Ganó una medalla de plata en el Campeonato Mundial de Ciclismo en Pista de 1974, en la prueba del kilómetro contrarreloj.

## Medallero internacional
| Campeonato Mundial | Campeonato Mundial | Campeonato Mundial | Campeonato Mundial    |
| Año                | Lugar              | Medalla            | Competición           |
| ------------------ | ------------------ | ------------------ | --------------------- |
| 1974               | Montreal (Canadá)  | Medalla de plata   | 1 km contrarreloj (A) |